# Atletismo na Universíada de Verão de 2009

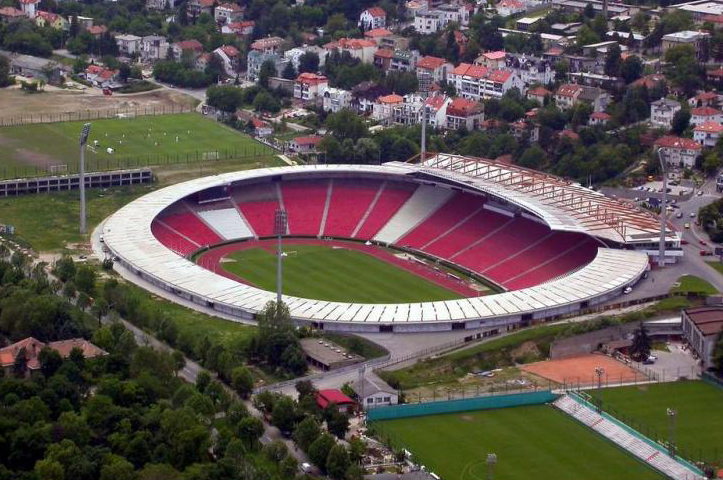
Estádio Estrela Vermelha, Belgrado.

O atletismo na Universíada de Verão de 2009 foi disputado no Estádio Estrela Vermelha e teve como local de treinamento e aquecimento a Academia Militar, ambos em Belgrado na Sérvia. entre 7 e 12 de julho de 2009

## Calendário
| Atletismo | Jun | Julho | Julho | Julho | Julho | Julho | Julho | Julho | Julho | Julho | Julho | Julho | Julho |
| Atletismo | 30  | 1     | 2     | 3     | 4     | 5     | 6     | 7     | 8     | 9     | 10    | 11    | 12    |
| --------- | --- | ----- | ----- | ----- | ----- | ----- | ----- | ----- | ----- | ----- | ----- | ----- | ----- |
| Masculino |     |       |       |       |       |       |       | 1     | 3     | 5     | 4     | 4     | 6     |
| Feminino  |     |       |       |       |       |       |       | 1     | 3     | 4     | 6     | 5     | 4     |

|  | Dia de competição |  | Dia de final |

## Medalhistas

### Masculino
| Evento                   | Ouro                                                                        | Ouro            | Prata                                                                     | Prata           | Bronze                                                                            | Bronze          |
| Provas de pista          | Provas de pista                                                             | Provas de pista | Provas de pista                                                           | Provas de pista | Provas de pista                                                                   | Provas de pista |
| ------------------------ | --------------------------------------------------------------------------- | --------------- | ------------------------------------------------------------------------- | --------------- | --------------------------------------------------------------------------------- | --------------- |
| 100m                     | HON Rolando Palacios Cruz                                                   | 10s30           | EGY Seoud Amr Ibrahim                                                     | 10s31           | JPN Masashi Eriguchi                                                              | 10s33           |
| 200m                     | AZE Ramil Guliyev                                                           | 20s04 (PB)      | EGY Seoud Amr Ibrahim                                                     | 20s58           | RSA Thuso Mpuang                                                                  | 20s69           |
| 400m                     | JPN Yuzo Kanemaru                                                           | 45s68           | AUT Clemens Zeller                                                        | 46s12 (SB)      | CAN Daniel Harper                                                                 | 46s22 (PB)      |
| 800m                     | IRI Sajad Moradi                                                            | 1m48s02         | SRB Goran Nava                                                            | 1m48s06         | BRA Fabiano Peçanha                                                               | 1m48s07         |
| 1.500m                   | RUS Viatcheslav Sokolov                                                     | 3m42s49         | ALG Samir Khadar                                                          | 3m42s50         | SRB Goran Nava                                                                    | 3m42s88         |
| 5.000m                   | TUR Halil Akkas                                                             | 14m06s96        | ECU Bayron Piedra                                                         | 14m07s11        | RSA Elroy Gelant                                                                  | 14m07s97        |
| 10.000m                  | RSA Sibabalwe Mzazi                                                         | 28m21s44 (SB)   | FRA Denis Mayaud                                                          | 28m21s50        | RSA Lungisa Mdedelwa                                                              | 28m21s52 (SB)   |
| 110 metros com barreiras | CHN Yin Jing                                                                | 13s38 (PB)      | RSA Lehann Fourie                                                         | 13s66           | ITA Emanuele Abate                                                                | 13s70           |
| 400 metros com barreiras | AUS Tristan Thomas                                                          | 48s75           | JPN Kazuaki Yoshida                                                       | 49s78 (SB)      | BEL Michael Bultheel                                                              | 49s79           |
| 3.000m com obstáculos    | MDA Ion Luchianov                                                           | 8m25s79 (SB)    | TUR Halil Akkas                                                           | 8m25s80 (SB)    | GER Steffen Uliczka                                                               | 8m26s18 (SB)    |
| 4 x 100m                 | RUS Rússia Maxim Mokrousov Ivan Teplykh Roman Smirnov Konstantin Petryashov | 39s21           | POL Polônia Robert Kubaczyk Artur Zaczek Kamil Masztak Dariusz Kuc        | 39s33           | RSA África do Sul Leigh Julius Thuso Mpuang Kagisho Kumbane Wilhelm van der Vyver | 39s52           |
| 4 x 400m                 | AUS Austrália Christopher Troode Brendan Cole Tristan Thomas Sean Wroe      | 3m03s67         | POL Polônia Witold Banka Kacper Kozlowski Piotr Kedzia Rafal Wieruszewski | 3m05s69         | JPN Japão Hideyuki Hirose Yusuke Ishitsuka Kazuaki Yoshida Yuzo Kanemaru          | 3m06s46         |
| 20 km marcha atlética    | RUS Sergey Bakulin                                                          | 1h20m52s        | RUS Andrey Ruzavin                                                        | 1h21m08s        | BRA Moacir Zimmermann                                                             | 1h21m35s        |
| Meia maratona            | CHN Zhao Ran                                                                | 1h04m28s        | JPN Tomoya Onishi                                                         | 1h04m30s        | ITA Francesco Bona                                                                | 1h04m35s (PB)   |
| Provas de campo          |                                                                             |                 |                                                                           |                 |                                                                                   |                 |
| Salto em altura          | RUS Eduard Malchenko                                                        | 2,23m           | CAN Michael Mason                                                         | 2,23m           | RUS Ivan Ilichev                                                                  | 2,20m           |
| Salto com vara           | RUS Alexander Gripich                                                       | 5,60m           | ITA Giorgio Piantella                                                     | 5,55m           | GER Hendrick Gruber                                                               | 5,45m           |
| Salto em distância       | KOR Kim Deok-Hyeon                                                          | 8,41m (PB)      | SEN Ndiss Kaba Badji                                                      | 8,19m           | POL Marcin Starzak                                                                | 8,10m (SB)      |
| Salto triplo             | POR Nelson Évora                                                            | 17,22m          | CUB Dairon Fuente                                                         | 17,13m          | MDA Vladimir Letnicov                                                             | 16,80m          |
| Lançamento de peso       | RUS Soslan Tsyrikhov                                                        | 19,59m (SB)     | CHN Zhang Jun                                                             | 19,58m (PB)     | POL Krzysztof Krzywosz                                                            | 19,38m          |
| Lançamento de disco      | IRI Mohammad Samimi                                                         | 65,33m (PB)     | IRI Mahmoud Samimi                                                        | 64,67m (PB)     | GER Markus Munch                                                                  | 63,76m          |
| Lançamento de martelo    | BLR Yury Shayunou                                                           | 76,92m          | CAN James Steacy                                                          | 74,88m (SB)     | UKR Oleksiy Sokyrskyy                                                             | 73,73m          |
| Lançamento de dardo      | LAT Ainars Kovals                                                           | 81,58m          | NZL Stuart Farquhar                                                       | 79,48m          | KOR Park Jae-Myoung                                                               | 79,29m          |
| Eventos combinados       |                                                                             |                 |                                                                           |                 |                                                                                   |                 |
| Decatlo                  | BLR Mikalai Shubianok                                                       | 7960 pts (SB)   | NZL Brent Newdick                                                         | 7874 pts (PB)   | HUN Attila Szabo                                                                  | 7748 pts (PB)   |

### Feminino
| Evento                   | Ouro                                                                        | Ouro            | Prata                                                                                    | Prata           | Bronze                                                                             | Bronze          |
| Provas de pista          | Provas de pista                                                             | Provas de pista | Provas de pista                                                                          | Provas de pista | Provas de pista                                                                    | Provas de pista |
| ------------------------ | --------------------------------------------------------------------------- | --------------- | ---------------------------------------------------------------------------------------- | --------------- | ---------------------------------------------------------------------------------- | --------------- |
| 100m                     | LTU Lina Grincikaite                                                        | 11s91 (PB)      | JPN Momoko Takahashi                                                                     | 11s52 (PB)      | POR Sônia Tavares                                                                  | 11s54           |
| 200m                     | NZL Monique Willams                                                         | 23s11           | RSA Isabel Le Roux                                                                       | 23s18           | SLO Sabina Veit                                                                    | 23s34 (SB)      |
| 400m                     | SEN Fatou Bintou Fall                                                       | 51s65 (SB)      | CAN Esther Akinsulie                                                                     | 51s70 (PB)      | CAN Carline Muir                                                                   | 52s07 (SB)      |
| 800m                     | AUS Madeleine Pape                                                          | 2m01s91 (SB)    | MDA Olga Cristea                                                                         | 2m03s49         | CAN Rebecca Johnstone                                                              | 2m03s67         |
| 1.500m                   | SRB Marina Muncan                                                           | 4m15s53         | AUS Kaila McKnight                                                                       | 4m16s10         | ESP Elena García Grimau                                                            | 4m17s02         |
| 5.000m                   | POR Sara Moreira                                                            | 15m32s78        | JPN Kasumi Nishihara                                                                     | 15m46s95 (SB)   | RUS Natalia Medvedeva                                                              | 15m49s60        |
| 10.000m                  | JPN Kasumi Nishihara                                                        | 33m14s62        | RUS Tatiana Shutova                                                                      | 33m29s99 (PB)   | BLR Volha Minina                                                                   | 33m32s35        |
| 100 metros com barreiras | TUR Nevin Yanit                                                             | 12s89           | LTU Sonata Tamosaityte                                                                   | 13s10 (PB)      | NZL Andrea Miller                                                                  | 13s13           |
| 400 metros com barreiras | BUL Vanya Stambolova                                                        | 55s14           | GER Jonna Tilgner                                                                        | 56s02 (SB)      | DEN Sara Slott Petersen                                                            | 56s40 (SB)      |
| 3.000m com obstáculos    | POR Sara Moreira                                                            | 9m32s62 (UR)    | ROU Ancuta Bobocel                                                                       | 9m38s14         | TUR Turkan Erismis                                                                 | 9m38s87         |
| 4 x 100m                 | ITA Itália Audrey Alloh Doris Tomasini Giulia Arcioni Maria Aurora Salvagno | 43s83           | POL Polônia Ewelina Ptak Marika Popowicz Dorota Jedrusinska Marta Jeschke                | 43s96           | FRA França Laetitia Denis Ayodele Ikuesan Amandine Elard Lucienne M'belu           | 44s31           |
| 4 x 400m                 | CAN Canadá Carline Muir Amonn Nelson Kimberly Hyacinthe Esther Akinsulie    | 3m33s09         | RUS Rússia Ekaterina Voronenkova Alexandra Zaytseva Nadezda Sozontova Ekaterina Vukolova | 3m34s45         | SEN Senegal Fatouseck Soumah Ndeye Mame Fatou Faye Fatou Diabaye Fatou Bintou Fall | 3m36s33         |
| Provas de estrada        |                                                                             |                 |                                                                                          |                 |                                                                                    |                 |
| 20 km marcha atlética    | RUS Olga Mikhailova                                                         | 1h30m43s (UR)   | JPN Masumi Fuchise                                                                       | 1h31m42s        | RUS Olga Povalyaeva                                                                | 1h33m58s        |
| Meia maratona            | JPN Chisato Saito                                                           | 1h13m44s        | JPN Kikuyo Tsuzaki                                                                       | 1h14m03s (SB)   | JPN Sayo Nomura                                                                    | 1h14m23s (PB)   |
| Provas de campo          |                                                                             |                 |                                                                                          |                 |                                                                                    |                 |
| Salto em altura          | GER Ariane Friedrich                                                        | 2,00m           | KAZ Yekaterina Yevseyeva                                                                 | 1,91m           | GER Julia Wanner                                                                   | 1,91m           |
| Salto com vara           | CZE Jirina Ptacnikova                                                       | 4,55m (PB)      | SUI Nicole Buchler                                                                       | 4,50m (PB)      | GER Kristina Gadschiew                                                             | 4,50m           |
| Salto em distância       | SRB Ivana Spanovic                                                          | 6,64m           | RUS Irina Kryachkova                                                                     | 6,47m           | CAN Ruky Abdulai                                                                   | 6,44m           |
| Salto triplo             | CUB Jarianna Martínez Iglesias                                              | 14,40m (SB)     | RUS Natalia Kutyakova                                                                    | 14,14m          | RUS Anastasia Matveeva                                                             | 13,94m          |
| Lançamento de peso       | CUB Mailín Vargas Escalona                                                  | 18,91m          | ITA Chiara Rosa                                                                          | 18,21m          | BLR Alena Kopets                                                                   | 17,48m          |
| Lançamento de disco      | AUS Dani Samuels                                                            | 62,48m          | POL Zaneta Glanc                                                                         | 60,57m          | UKR Kateryna Karsak                                                                | 60,47m          |
| Lançamento de martelo    | GER Betty Heidler                                                           | 75,83m (UR)     | SVK Martina Hrasnova                                                                     | 72,85m          | GER Kathrin Klaas                                                                  | 70,97m          |
| Lançamento de dardo      | RSA Sunette Viljoen                                                         | 62,52m          | UKR Vira Rebryk                                                                          | 61,02m          | GER Mareike Rittweg                                                                | 59,44m          |
| Eventos combinados       |                                                                             |                 |                                                                                          |                 |                                                                                    |                 |
| Heptatlo                 | SWE Jessica Samuelsson                                                      | 6004 pts (SB)   | CZE Jana Koresova                                                                        | 5956 pts (PB)   | ESP Cristina Barcena Saludes                                                       | 5828 pts        |

## Quadro de medalhas
| Ordem | País              | Medalha de ouro | Medalha de prata | Medalha de bronze |     |
| ----- | ----------------- | --------------- | ---------------- | ----------------- | --- |
| 1     | RUS Rússia        | 7               | 5                | 4                 | 16  |
| 2     | AUS Austrália     | 4               | 1                |                   | 5   |
| 3     | JPN Japão         | 3               | 6                | 3                 | 12  |
| 4     | POR Portugal      | 3               |                  | 1                 | 4   |
| 5     | RSA África do Sul | 2               | 2                | 4                 | 8   |
| 6     | GER Alemanha      | 2               | 1                | 7                 | 10  |
| 7     | SRB Sérvia        | 2               | 1                | 1                 | 4   |
|       | TUR Turquia       | 2               | 1                | 1                 | 4   |
| 9     | CHN China         | 2               | 1                |                   | 3   |
|       | CUB Cuba          | 2               | 1                |                   | 3   |
|       | IRI Irã           | 2               | 1                |                   | 3   |
| 12    | BLR Bielorrússia  | 2               |                  | 2                 | 4   |
| 13    | CAN Canadá        | 1               | 3                | 4                 | 8   |
| 14    | ITA Itália        | 1               | 2                | 2                 | 5   |
| 15    | NZL Nova Zelândia | 1               | 2                | 1                 | 4   |
| 16    | MDA Moldávia      | 1               | 1                | 1                 | 3   |
|       | SEN Senegal       | 1               | 1                | 1                 | 3   |
| 18    | LTU Lituânia      | 1               | 1                |                   | 2   |
|       | CZE Chéquia       | 1               | 1                |                   | 2   |
| 20    | KOR Coreia do Sul | 1               |                  | 1                 | 2   |
| 21    | AZE Azerbaijão    | 1               |                  |                   | 1   |
|       | BUL Bulgária      | 1               |                  |                   | 1   |
|       | HON Honduras      | 1               |                  |                   | 1   |
|       | LAT Letônia       | 1               |                  |                   | 1   |
|       | SWE Suécia        | 1               |                  |                   | 1   |
| 26    | POL Polônia       |                 | 4                | 2                 | 6   |
| 27    | EGY Egito         |                 | 2                |                   | 2   |
| 28    | UKR Ucrânia       |                 | 1                | 2                 | 3   |
| 29    | FRA França        |                 | 1                | 1                 | 2   |
| 30    | ALG Argélia       |                 | 1                |                   | 1   |
|       | AUT Áustria       |                 | 1                |                   | 1   |
|       | KAZ Cazaquistão   |                 | 1                |                   | 1   |
|       | ECU Equador       |                 | 1                |                   | 1   |
|       | SVK Eslováquia    |                 | 1                |                   | 1   |
|       | ROU Romênia       |                 | 1                |                   | 1   |
|       | SUI Suíça         |                 | 1                |                   | 1   |
| 37    | BRA Brasil        |                 |                  | 2                 | 2   |
|       | ESP Espanha       |                 |                  | 2                 | 2   |
| 39    | BEL Bélgica       |                 |                  | 1                 | 1   |
|       | DEN Dinamarca     |                 |                  | 1                 | 1   |
|       | SLO Eslovênia     |                 |                  | 1                 | 1   |
|       | HUN Hungria       |                 |                  | 1                 | 1   |
| TOTAL | TOTAL             | 46              | 46               | 46                | 138 |

Legenda
| Recorde mundial        | Recorde mundial (World record)               |                       | Recorde africano                      | Recorde africano (African) |                                           | Q | Classificado por posição (Qualified) |
| Recorde da Universíada | Recorde da Universíada (Universiade record)  | Recorde da América    | Recorde da América (Americas)         | q                          | Classificado por melhor tempo (Qualified) |   |                                      |
| Melhor marca do ano    | Melhor marca do ano (World leading)          | Recorde asiático      | Recorde asiático (Asian)              | DNS                        | Não largou (Did not start)                |   |                                      |
| Recorde nacional       | Recorde nacional (National record)           | Recorde europeu       | Recorde europeu (European)            | DNF                        | Não terminou (Did not finish)             |   |                                      |
| Recorde pessoal        | Recorde pessoal do atleta (Personal best)    | Recorde da Oceania    | Recorde da Oceania (Oceania)          | DSQ / DQ                   | Desclassificado (Disqualified)            |   |                                      |
| Recorde da temporada   | Recorde da temporada do atleta (Season best) | Recorde sul-americano | Recorde sul-americano (South America) | NM                         | Sem marca (No mark)                       |   |                                      |